# Museo Etnológico de Tales
El Museu Etnològic Municipal de Tales (Provincia de Castellón, España) fue inaugurado el domingo 8 de noviembre de 1998 con el objeto de satisfacer las aspiraciones de un pueblo que se preocupa por conservar y mantener viva su memoria histórica, su cultura autóctona, sus raíces, sus costumbres y sus tradiciones frente a la inevitable acción del cambio y de la transformación que se ha sufrido durante los últimos 50 años y que impone inevitablemente la modernidad. 
El Ayuntamiento de Tales junto a los jóvenes de la Asociación Cultural decidieron llevar adelante este proyecto con la finalidad de rehabilitar el Molí del carrer del Carme, el único que quedaba prácticamente intacto de los trece molinos que había en el pueblo anteriormente.
El 5 de mayo de 1994 se adquirió el local y se empezó a trabajar con la ayuda del proyecto LEADER, la Consejería de Trabajo y el Ayuntamiento de Tales.
Puede que esta sea una de las edificaciones más antiguas de Tales, ya que está ubicada en la parte más antigua del pueblo. El edificio cuenta con tres plantas de 111 m²/planta, con una estructura totalmente de piedra. Su techumbre, que en su mayor parte estaba hundida y en muy mal estado, se reconstruyó intentando reproducirlo conforme era antes, con caña y teja. También se tuvieron que restaurar las escaleras, respetando en la medida de lo posible la construcción de la época.

## Contenido
En el interior de la almácera, concretamente en la planta baja, encontramos dos prensas. La más pequeña es originaria del molino y se hacía servir con carácter particular para obtener, de cada cosecha, el aceite para el uso de la familia propietaria. La otra, más grande, se adquirió de segunda mano cuando el molino pasó a formar parte de una sociedad integrada por 24 socios.
En la primera planta se pueden ver el que sería una vivienda del siglo XIX, así como también la indumentaria tradicional, utensilios y aparejos de labranza.